# Meixedo (Montalegre)
Meixedo é uma povoação portuguesa do Município de Montalegre que foi sede da extinta Freguesia de Meixedo, freguesia que tinha 20,82 km² de área e 209 habitantes (2011), e, por isso, uma densidade populacional de 10 hab./km².
A Freguesia de Meixedo foi extinta (agregada) pela reorganização administrativa de 2012/2013, tendo o seu território sido agregado ao da Freguesia de Padornelos para criar a União de Freguesias de Meixedo e Padornelos.
Constituiu a honra de Meixedo até ao início do século XIX. Tinha, em 1801, 132 habitantes.

## População
| Número de habitantes | Número de habitantes | Número de habitantes | Número de habitantes | Número de habitantes | Número de habitantes | Número de habitantes | Número de habitantes | Número de habitantes | Número de habitantes | Número de habitantes | Número de habitantes | Número de habitantes | Número de habitantes | Número de habitantes |
| -------------------- | -------------------- | -------------------- | -------------------- | -------------------- | -------------------- | -------------------- | -------------------- | -------------------- | -------------------- | -------------------- | -------------------- | -------------------- | -------------------- | -------------------- |
| 1864                 | 1878                 | 1890                 | 1900                 | 1911                 | 1920                 | 1930                 | 1940                 | 1950                 | 1960                 | 1970                 | 1981                 | 1991                 | 2001                 | 2011                 |
| 326                  | 369                  | 337                  | 380                  | 404                  | 402                  | 432                  | 511                  | 619                  | 666                  | 518                  | 447                  | 334                  | 235                  | 209                  |

(Obs.: Número de habitantes "residentes", ou seja, que tinham a residência oficial neste concelho à data em que os censos  se realizaram.)

## Património
- Igreja Matriz de Meixedo;
- Capela de São Sebastião.